# 5’nizza
5’nizza (Piatnica) – ukraiński zespół muzyczny powstały w 2000 w Charkowie, który w swojej muzyce łączy różne style muzyczne, od reggae, ragga przez hip-hop i beatbox po muzykę kabaretową, jazzową i punk rockową. Grupa tworzy muzykę w języku rosyjskim, angielskim i ukraińskim. 
Duet należał do Stowarzyszenia Wdoch, promującego młodych artystów. Muzycy przerwali współpracę w 2007, a ich pożegnalne koncerty odbyły się w warszawskim klubie „Stodoła” i krakowskim klubie „Studio”. Babkin realizował następnie solowe projekty, a Zaporożec tworzył w swoim nowym projekcie muzycznym SunSay. 4 marca 2015 duet ogłosił reaktywację zespołu.

## Historia
Serhij Babkin i Andriej Zaporożec spotkali się po raz pierwszy w charkowskim Liceum Artystycznym nr 133, do którego Babkin przeniósł się w dziesiątej klasie. Tam chłopcy zaprzyjaźnili się z powodu wspólnych zainteresowań muzycznych. Po ukończeniu szkoły Zaporożec wstąpił na uniwersytet medyczny, a Siergiej na wydział teatralny akademii sztuk pięknych. Obaj często odwiedzali swoich przyjaciół w tamtejszym akademiku. W tym samym akademiku grupa wykonywała swoje pierwsze piosenki na wspólnych sesjach z zespołem Orkiestr Cze (Оркестр Че). Za rok założenia grupy można uznać 2000, kiedy to wymyślono nazwę i napisano pierwsze piosenki.
Latem 2002 roku muzycy wybrali się na Kazantyp, gdzie ich żywe plażowe występy wzbudziły duże zainteresowanie uczestników festiwalu. Tam też zespół zauważył Edik Szumejko, lider grupy W.K.?, który zaproponował zespołowi przyjazd do Moskwy z kilkoma koncertami. Muzycy przyjęli propozycję i już na drugim-trzecim koncercie klub wypełniony był po brzegi.
W jednym z miejscowych studiów za kwotę 30 dolarów nagrany był pierwszy, nieoficjalnie wydany album grupy. W krótkim czasie rozszedł się on w ogromnym nakładzie poprzez piracką sieć. Niedługo potem nagrano drugi, już oficjalny album z tymi samymi kompozycjami wzbogaconymi o kilka bonusowych utworów. Zimą na Zatoce Fińskiej w Petersburgu nakręcony został klip do piosenki Zima („Зима”), który jednak nie ujrzał światła dziennego, gdyż nie spodobał się muzykom. Następnie nakręcono klip do piosenki Sołdat („Солдат”), która w tamtym czasie była często prezentowana w radiu. Powstał także teledysk do piosenki Jamajka („Ямайка”).
Popularność grupy rosła w szybkim tempie. W 2004 roku nagrany został drugi album, który jednak wzbudził mniejsze zainteresowanie niż poprzedni. Nakręcono teledysk Nowyj Dień („Новый день”) do piosenki z najnowszej płyty. Następnie zespół zaczął zbierać materiały do trzeciego, ostatniego, niewydanego albumu. Przez cały czas grupa nie przerywała działalności koncertowej. Występy jednak miały miejsce rzadziej, gdyż Siergiej był zaangażowany w działalność charkowskiego teatru.
W 2007, podczas nagrywania trzeciego studyjnego albumu doszło do różnicy poglądów pomiędzy Babkinem i Zaporożcem. Początkowo planowano urozmaicić brzmienie zespołu dodając do każdej piosenki na płycie po jednym instrumencie, jednak w wyniku eksperymentów pierwsze kompozycje nagrano wraz z wieloma muzykami. W efekcie gitara, niegdyś zastępująca wszystkie instrumenty, zeszła na dalszy plan, a wraz z nią Siergiej Babkin, co przeczyło koncepcji grupy. Zespół utracił swoje firmowe brzmienie. Podjęto decyzję, że 5’nizza przejdzie do historii jako akustyczny duet z dwoma albumami, a nowy materiał stanie się solowym projektem Andrieja Zaporożca pod nazwą SunSay, na którym nadal znajdują się niektóre partie gitarowe Babkina, jak również jego wokal wspierający. Decyzji o rozpadzie pomógł też fakt, że trzeci album i tak planowany był jako ostatni.
18 stycznia 2008 roku w urodziny Michaiła Kabanowa, członka zaprzyjaźnionej grupy Orkiestr Cze, SunSay i Babkin zagrali mały niezaplanowany koncert, nie mówiąc jednakże nic o możliwości wznowienia wspólnej działalności.
4 marca 2015 roku grupa reaktywowała się, a 21 kwietnia na kanale YouTube grupy został opublikowany klip z nową piosenką „I Believe In You”.

## Muzycy
- Andrij Zaporożec („Sun”) – wokalista; urodzony w roku 1979 w Charkowie, z zawodu lekarz-pediatra
- Serhij Babkin („Otiec Rodnoj”) – gitara akustyczna; nagrał solową płytę Ura!, oprócz muzyki zajmuje się również teatrem

## Dyskografia

### Albumy studyjne
| Rok  | Tytuł    |
| ---- | -------- |
| 2003 | Piatnica |
| 2005 | 05       |
| 2017 | КУ       |

### Nieoficjalne nagrania
| Rok  | Tytuł     |
| ---- | --------- |
| 2003 | Unplugged |

### Single
| Rok  | Tytuł                                                    |
| ---- | -------------------------------------------------------- |
| 2000 | „Ty kidał” (Ты кидал)                                    |
| 2001 | „Jamajka” (Ямайка)                                       |
| 2002 | „Sołdat” (Солдат)                                        |
| 2005 | „Ono” (Оно)                                              |
| 2005 | „Natiani” (Натяни)                                       |
| 2005 | „Moja Barsiełona” (Моя Барселона)                        |
| 2006 | „W piatnicu wieczerom” (В пятницу вечером) (feat. Bravo) |